# گرگوری اسکوورودا
گرگوری اسکوورودا (لاتین: Gregorius Scovoroda؛ ۳ دسامبر ۱۷۲۲ – ۹ نوامبر ۱۷۹۴) نویسنده، آهنگساز و فیلسوف اهل اوکراین بود.